# Rio Baldum
Rio Baldum är ett vattendrag i Brasilien.   Det ligger i delstaten Rio Grande do Norte, i den östra delen av landet, 1 800 km nordost om huvudstaden Brasília.
Omgivningen kring Rio Baldum är en mosaik av jordbruksmark och naturlig växtlighet. Området är ganska tätbefolkat, med 75 invånare per kvadratkilometer.